# Język eipo
Język eipo, także: eipomek, lik – język transnowogwinejski używany w indonezyjskiej prowincji Papua, na górzystym terenie w rejonie rzeki Eipo. Należy do grupy języków mek. Nazwa „mek” (oznaczająca wodę lub rzekę) określa szereg pokrewnych języków i kultur w tym regionie.
Według danych z 1987 roku posługuje się nim 3 tys. osób.
Od lat 70. XX w. badania wśród ludu Eipo prowadził Volker Heeschen. Sporządzono opis gramatyki języka eipo (1998) . Jest zapisywany alfabetem łacińskim.